# New Age (album)
A New Age KSI és Randolph albuma, amely 2019. április 12-én jelent meg. Vendégszerepelők között van az albumon Talia Mar, Jme és Quadeca. A New Age 17. helyen debütál a UK Albums Chart-on.

## Háttér
Az album és az azt népszerűsítő európai turnét 2019 februárjában jelentette be KSI.

Az album címéről (magyarul: új korszak) a rapper a következőt mondta egy interjúban:
Azért ez a címe az albumnak, mert ez egy új korszak mindenben, amit csinálunk. A zene egy új korszaka, a szórakoztatás egy új korszaka. Független előadóként megmutatjuk embereknek, hogy többek vagyunk, mint aminek hisznek minket és ezt mutatja be ez az album.
Az album megjelenésének napján KSI elmondta, hogy az albumra nem vonatkoznak szerzői jogok:
Ha fel akarjátok használni a zenénket YouTube videókban, vagy bárhol, csak nyugodtan. [...] Ez egy ÚJ KORSZAK. Teljesen függetlenek vagyunk, mi írjuk a szabályokat.

## Kislemezek
| Kislemezek                             | Kislemezek         | Kislemezek              | Kislemezek |
| Cím                                    | Megjelenés         | Videóklip megtekintések | For.       |
| -------------------------------------- | ------------------ | ----------------------- | ---------- |
| Slow Motion                            | 2018. április 20.  | 12.6 millió             | [ 7 ]      |
| Beerus                                 | 2018. december 14. | 26 millió               | [ 8 ]      |
| Red Alert                              | 2019. január 11.   | 6.5 millió              | [ 9 ]      |
| További sikeres dalok                  |                    |                         |            |
| Pull Up (Jme közreműködésével)         | 2019. május 4.     | 17 millió               | [ 10 ]     |
| Real Name (Talia Mar közreműködésével) | 2019. június 18.   | 5.3 millió              | [ 11 ]     |

## Számlista
| 1.    | New Age                                                     | Olajide Olatunji Andrew Shane  | 2:36 |
| 2.    | Beerus                                                      | Olatunji Shane                 | 3:31 |
| 3.    | Champagne                                                   | Olatunji Shane                 | 3:33 |
| 4.    | Clean                                                       | Olatunji Shane                 | 3:24 |
| 5.    | Real Name (Talia Mar közreműködésével)                      | Olatunji Shane Natalia Haddock | 2:57 |
| 6.    | Slow Motion (Remastered)                                    | Olatunji Shane                 | 3:49 |
| 7.    | Red Alert                                                   | Olatunji Shane                 | 3:15 |
| 8.    | Bow Down                                                    | Olatunji Shane                 | 3:18 |
| 9.    | Pull Up (előadja: KSI, Jme közreműködésével)                | Olatunji Jamie Adenuga         | 3:04 |
| 10.   | Roll the Dice (előadja: Randolph, Quadeca közreműködésével) | Shane Benjamin Lasky           | 2:43 |
| 32:10 |                                                             |                                |      |

## Közreműködő előadók
A Tidal adatai és Twitter alapján.
- KSI – vokál, dalszerző (1-9)
- Randolph – vokál, dalszerző (1-8, 10), producer (8)
- Zagor – producer (1)
- Zeeshan – producer (2-4, 6, 7, 10)
- KZift – producer (4)
- Talia Mar – vokál, dalszerző (5)
- The Citrus Clouds – producer (5)
- Jme – vokál, dalszerző (9)
- P2J – producer (9)
- Sammy SoSo – producer (9)
- Quadeca – vokál, dalszerző (10)

## Slágerlisták
| Slágerlista (2019)              | Legmagasabb pozíció |
| ------------------------------- | ------------------- |
| Holland Albumok (Album Top 100) | 75                  |
| Észt Albumok (Eesti Tipp-40)    | 7                   |
| Ír Albumok (IRMA)               | 29                  |
| Lett Albumok (LAIPA)            | 19                  |
| Litván Albumok (AGATA)          | 24                  |
| Norvég Albumok (VG-lista)       | 26                  |
| Skót Albumok (OCC)              | 40                  |
| UK Albums (OCC)                 | 17                  |
| UK Független Albumok (OCC)      | 10                  |
| UK Hip Hop / R&B Albumok (OCC)  | 1                   |